# Höhenläufer
Die Höhenläufer (Thinocoridae), auch Sandläufer genannt, sind eine kleine Familie in der Ordnung der Regenpfeiferartigen (Charadriiformes). Die Familie umfasst vier Arten in zwei Gattungen.

## Merkmale
Höhenläufer sind wachtelähnlich, ihr kleiner Kopf wird von einem kurzen, dünnen Hals getragen. Die kurzen aber kräftigen Beine sind flughuhnähnlich und setzen in der Mitte des Körpers an. Sie besitzen vier den Boden berührende Zehen, die Hintere ist stark zurückgebildet. Die Stirn der Vögel ist sehr hoch, dadurch scheint es so, als ob ihre Augen weit hinten stehen würden. Der Schnabel ist flughuhn- oder finkenähnlich, der Unterkiefer ist etwas dicker als der Oberkiefer und trägt eine kleine Kehlwamme. Die Nasenlöcher sind durch Hautdeckel verschließbar, sie dienen als Schutz vor Staub und Sand. Die Vögel haben ein Verdauungssystem wie Hühnervögel: Im geräumigen Kropf wird die Nahrung vorverdaut, im Muskelmagen wird sie mit Hilfe von geschluckten Steinchen endgültig zerkleinert. Höhenläufer haben lange Blinddärme zum Zerlegen der in der Nahrung enthaltenen Zellulose. Höhenläufer werden 19 bis 30 cm groß und erreichen ein Gewicht von 100 bis 300 Gramm.
Höhenläufer sind zum Schutz gegen die Strahlung dicht befiedert. Der Schwanz ist kurz und spatelförmig, die Flügel spitz und lang. Das Gefieder ist auf der Rumpf-Oberseite bräunlich mit Schuppenmuster, auf der Unterseite ist es weiß bis grau. Brust, Hals und Kopf sind meist von einer Farbe, entweder grau oder hellbraun. Mit dieser Färbung sind sie in ihrem Lebensraum gut getarnt. Die Beine sind grau, braun oder orange, der Schnabel ist hellgrau. Die Thinocorus- Arten haben eine helle Kehle, die von einem schwarzen Band umschlossen wird. Die Augen der Vögel sind schwarz.

## Lebensweise

### Verhalten
Die südlich lebenden Höhenläufer-Arten ziehen im Herbst nordwärts, die Vögel aus den größeren Höhen wandern die Berge hinab. Werden sie bedroht, ducken sie sich oder strecken sich ins Gras und vertrauen auf ihre Tarnfärbung. Manche Arten fliegen erst davon, wenn der Feind direkt vor ihnen steht, begleitet von einem zwitschernden glü glü glü. Höhenläufer sind jedoch schlechte Flieger, und so landen sie nach kurzem Auffliegen wieder und laufen trippelnd weg. Ihr Zickzack-Flug erinnert an den der Schnepfenvögel. Die Vögel sind gesellig, sie leben auch während der Brutzeit in Gruppen von 10 bis 20 Tieren zusammen. Dabei sind die Zwerghöhenläufer die sozialsten Vögel der Familie.

### Ernährung und Fortpflanzung
Höhenläufer haben sich auf pflanzliche Nahrung spezialisiert. Sie fressen Sämereien aller Art, Knospen und Blätter (werden von kleinen Pflanzen abgerupft), diese suchen sie auf dem Boden und im Gestrüpp. Die Vögel nehmen oft kleine Steinchen zu sich, sie zerkleinern das Futter zusätzlich im Muskelmagen.
Über die Balz der Höhenläufer ist nicht viel bekannt, man weiß nur, dass die Männchen Balzflüge aufführen. Das Weibchen legt von August bis Januar in der Regel vier, selten auch zwei oder drei Eier in eine selbst gescharrte oder schon vorhandene Mulde, die von Stöckchen umschlossen und mit Moos und Gras ausgepolstert wird. Die Eier sind birnenförmig, sodass sie nicht wegrollen können, und haben dunkle Tupfen auf einem ockerfarbenen Grund. Die Jungen sind hellgrau oder beige mit schwarzen Flecken und verlassen das Nest sofort nach dem Schlüpfen (sie sind Nestflüchter).
Das Gelege des Flecken-Höhenläufers wurde erst 1959 entdeckt. Vier Eier lagen offen in einem mit Pflanzenteilen ausgepolsterten Nest. Das Gelege des Zwerghöhenläufers war wohl das erste, das überhaupt beschrieben wurde, C.F. Belcher entdeckte und beschrieb es. Er konnte das Nest in dem nur wenige Quadratmeter großen Brutgebiet lange Zeit nicht finden; als er wieder einmal den Nistplatz aufsuchte, sah er keinen brütenden Vogel:
„Sie ist noch nicht zurück, dachte ich, aber plötzlich zischte sie unter meinen Füßen heraus und rannte davon. Sie muss da geschlafen haben, denn ich sah kein Nest. Aber da war doch ein Ring von Zweigen - und eine kleine Mulde. Ein angefangenes Nest? War sie im Begriff gewesen zu legen? Aber warum war sie schon vorher so oft bei dieser leeren Untertasse eines Nestes gewesen? Da kam mir plötzlich ein Gedanke, und ich begann, die trockene lose Erde in der Mitte der Nestmulde wegzukratzen - und richtig, da lagen vier Eier, die zuvor völlig bedeckt gewesen waren, frei vor meinem Auge … meines Wissens das erste Gelege dieser Art, das je ein Mensch oder mindestens Oologe gesehen hatte.“
Später wurde bestätigt, dass diese Art beim Verlassen des Nestes dasselbe mit Erde, Sand oder Gras bedeckt.

## Verbreitung und Lebensraum
Höhenläufer gibt es in den Anden Südamerikas. Sie kommen von Kolumbien und Ecuador über Peru und Chile bis nach Südargentinien und Feuerland vor. Sie bevorzugen höhere Gebiete der Gebirgskette, häufig über 5000 Meter. Sie bleiben immer an der Schneegrenze und wandern mit dieser mit. Der Zwerghöhenläufer kommt auch in den Wüsten und Steppen der Westküste (Atacamawüste) vor.

## Systematik
Diese Familie gehört zur Avifauna Südamerikas und haben wahrscheinlich keine nahen Verwandten mehr. Fossile Überreste der Familie oder ähnlicher Familien sind nicht bekannt. Dies macht die Verwandtschaftsverhältnisse in der Ordnung der Regenpfeiferartigen noch unklarer.

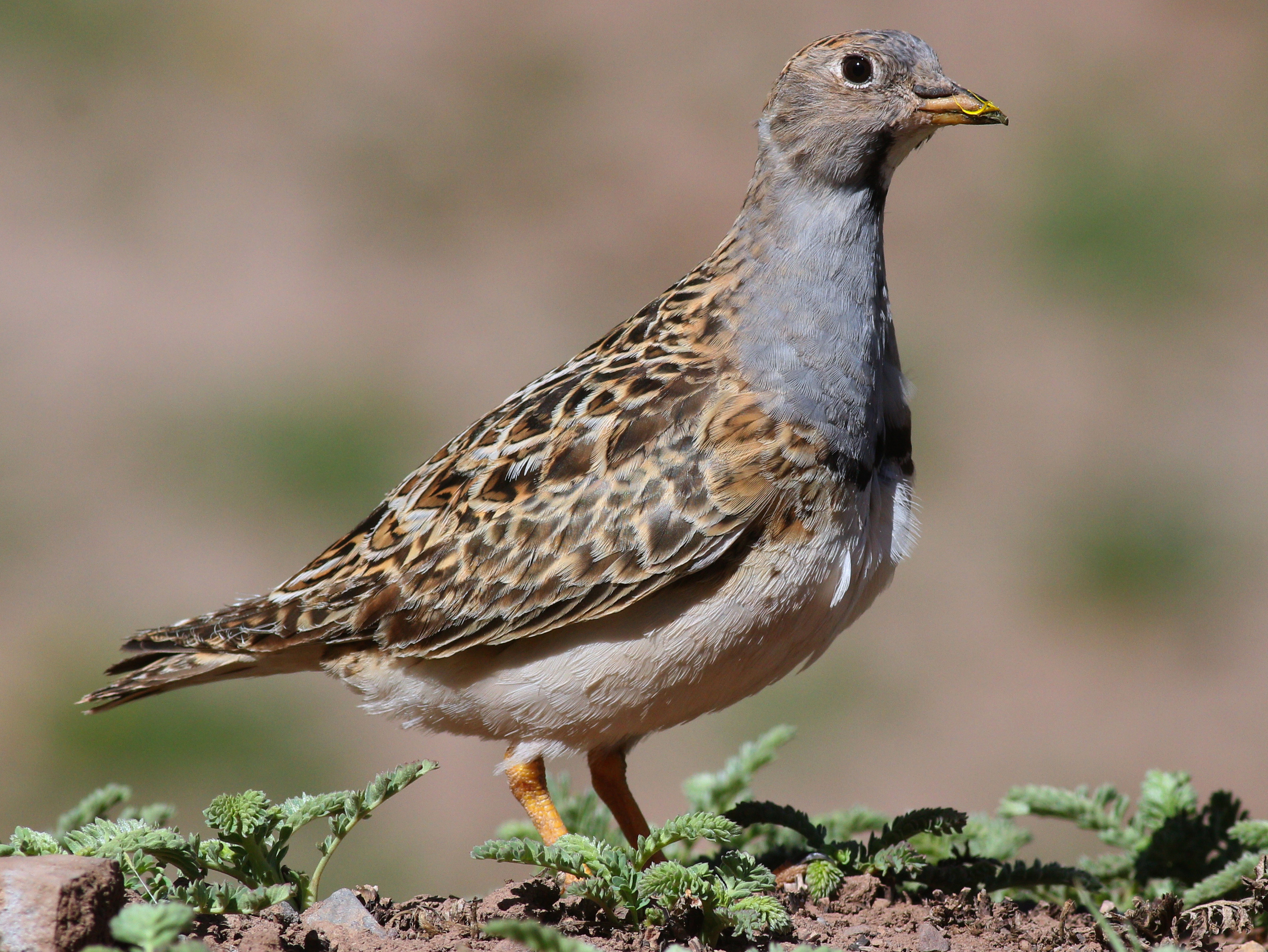
Graukehl-Höhenläufer (Thinocorus orbignyianus)

Die vier Arten werden auf zwei Gattungen verteilt:
- Attagis
  - Anden-Höhenläufer oder Kordillerenläufer (Attagis gayi), Ecuador bis Südchile und Südargentinien
  - Flecken-Höhenläufer oder Magellanläufer (Attagis malouinus), Südchile und Südargentinien bis Feuerland
- Thinocorus
  - Graukehl-Höhenläufer (Thinocorus orbignyianus), Peru bis Feuerland
  - Zwerghöhenläufer (Thinocorus rumicivorus), Ecuador bis Nordchile